# Museum der Alltagskultur
Das Museum der Alltagskultur ist ein kulturhistorisches Museum im Schloss Waldenbuch in Baden-Württemberg. Als Außenstelle des Landesmuseums Württemberg gilt es als eines der bedeutendsten Volkskundemuseen im deutschsprachigen Raum.

## Geschichte und Konzept
Als eigenständige Institution besteht das Museum seit 1989/90. Die präsentierte volkskundliche Sammlung des Landesmuseums Württemberg kann bis auf den Bestand des ehemaligen Landesgewerbemuseums in Stuttgart zurückgeführt werden.

## Sammlung
Die thematische Breite der volkskundlichen Sammlung des Landesmuseums Württemberg deckt das gesamte Spektrum an Alltagsgegenständen, „Volkskunst“ und Dingen des täglichen Gebrauchs ab. Zeitlich umfassen die Objekte eine Spanne vom 16. Jahrhundert bis heute. Der regionale Schwerpunkt der Sammlung liegt auf dem Raum Württemberg. Themengebiete sind: Arbeits- und Warenwelten, Bilderwelten und Weltbilder, Glaube und Aberglaube, Kleidung und Verkleidung, Werbung und Markenartikel, Volks- und Laienkunst und Wohnwelten.
In der Sammlung spiegeln sich die Umbrüche von der vorindustriellen zur industriellen und postindustriellen Zeit wider.

## Dauerausstellung
Die Ausstellungsfläche umfasst 2500 m² auf drei Etagen. Von 2010 bis 2015 wurde die komplette Ausstellung abschnittsweise einer Neukonzeptionierung und Modernisierung unterzogen.

### Zeitsprünge

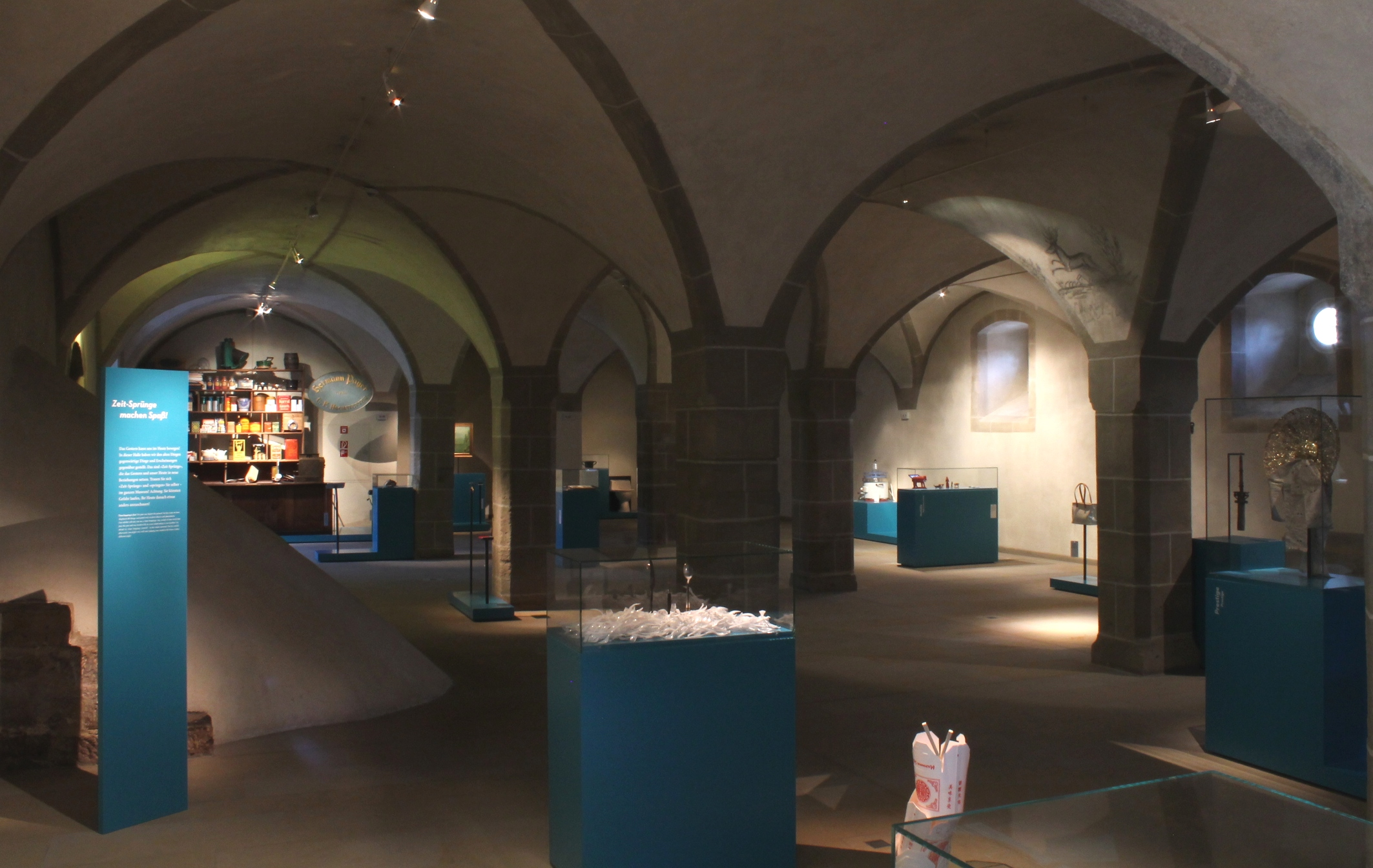
Blick in die „Zeitsprunghalle“

Dieser Ausstellungsteil stellte bei seiner Eröffnung im Jahr 2011 eine der neuen Attraktionen im Museum dar. In den „Zeitsprüngen“ wird jeweils ein historischer Alltagsgegenstand einem modernen gegenübergestellt. Unter einem gemeinsamen Oberbegriff lassen die beiden vermeintlich so unterschiedlichen Objekte ungeahnte Parallelen erkennen. Vereint im Begriff „Prestige“ stellen die Kuratoren beispielsweise eine prächtige Trachtenradhaube aus dem 19. Jahrhundert einer Felge eines modernen Luxussportwagens gegenüber.

### Wohnwelten
Ende des Jahres 2012 eröffnet, sind die „Wohnwelten“ der neueste Teil der Dauerausstellung. Auf dokumentarische und analytische Weise beschäftigt sich diese Ausstellung mit den Entwicklungen bzw. mit dem Wandel im Bereich des Wohnens vom 18. Jahrhundert bis heute.

### Hirsche, Fürsten, Waldgeschichten
In diesem Teil der Dauerausstellung wird die Geschichte des Schlosses Waldenbuch als herzogliches Jagdschloss thematisiert. Bis ins 19. Jahrhundert bildete es das Zentrum der herzoglichen Jagden in Württemberg. Prächtige Hirschgeweihe, Waffen, Jagdgerät und anderes, teils kurioses Zubehör schmücken den Ausstellungsraum.

### Leben ist Arbeit
In diesem Ausstellungsteil werden Formen vor- und frühindustrieller Arbeit thematisiert bzw. die Entwicklung von der Landwirtschaft zu den Anfängen der Industrialisierung in Württemberg.

### Mein Stück Alltag

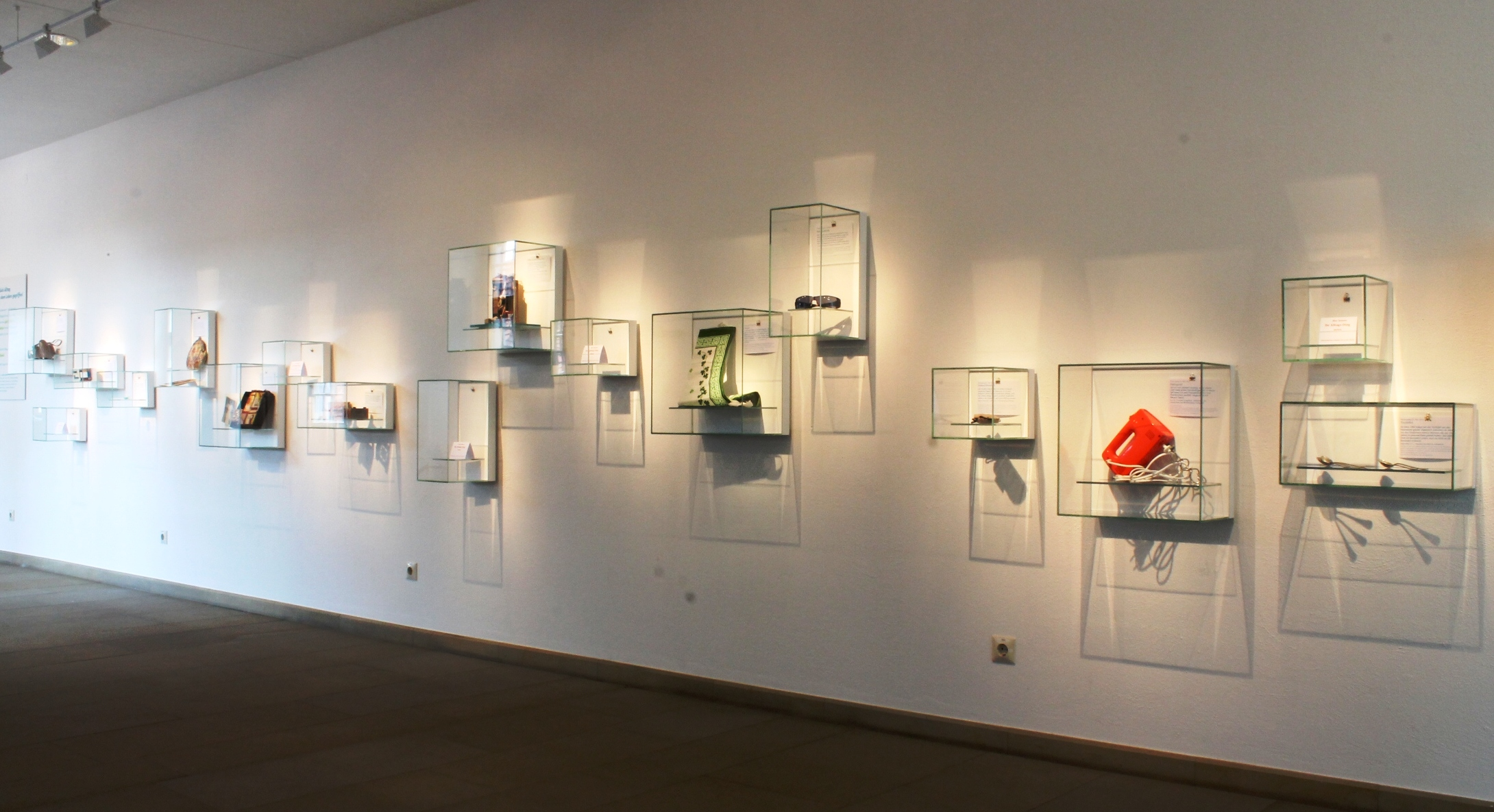
Die Mitmachausstellung „Mein Stück Alltag“

„Mein Stück Alltag“ ist ein partizipatives Ausstellungsprojekt, im Rahmen dessen das Museum in kurzen Projekten zusammen mit verschiedenen Gruppen eine kleine Ausstellung mit Alltagsdingen entwickelt, um deren Alltag zu zeigen. Dazu gehörten Jugendliche, Alleinerziehende aus Esslingen, Menschen aus Gesundheitsberufen und Mitarbeiter der Abfallwirtschaftsbetriebe des Landkreises Böblingen.

## Sonderausstellungen
Von Ende Oktober 2019 bis Anfang Juli 2020 lief die Sonderausstellung „Adieu Plastiktüte!“, in der die positiven und negativen Facetten von Plastiktüten gezeigt wurden.

## Familientage
Zu besonderen Festanlässen veranstaltet das Museum der Alltagskultur regelmäßig folgende Familientage: Ostermarkt, Fest zum 1. Mai, Erntedankfest, Weihnachtsbäckerei, Fest zu Heilige Drei Könige.

## Café Alltag

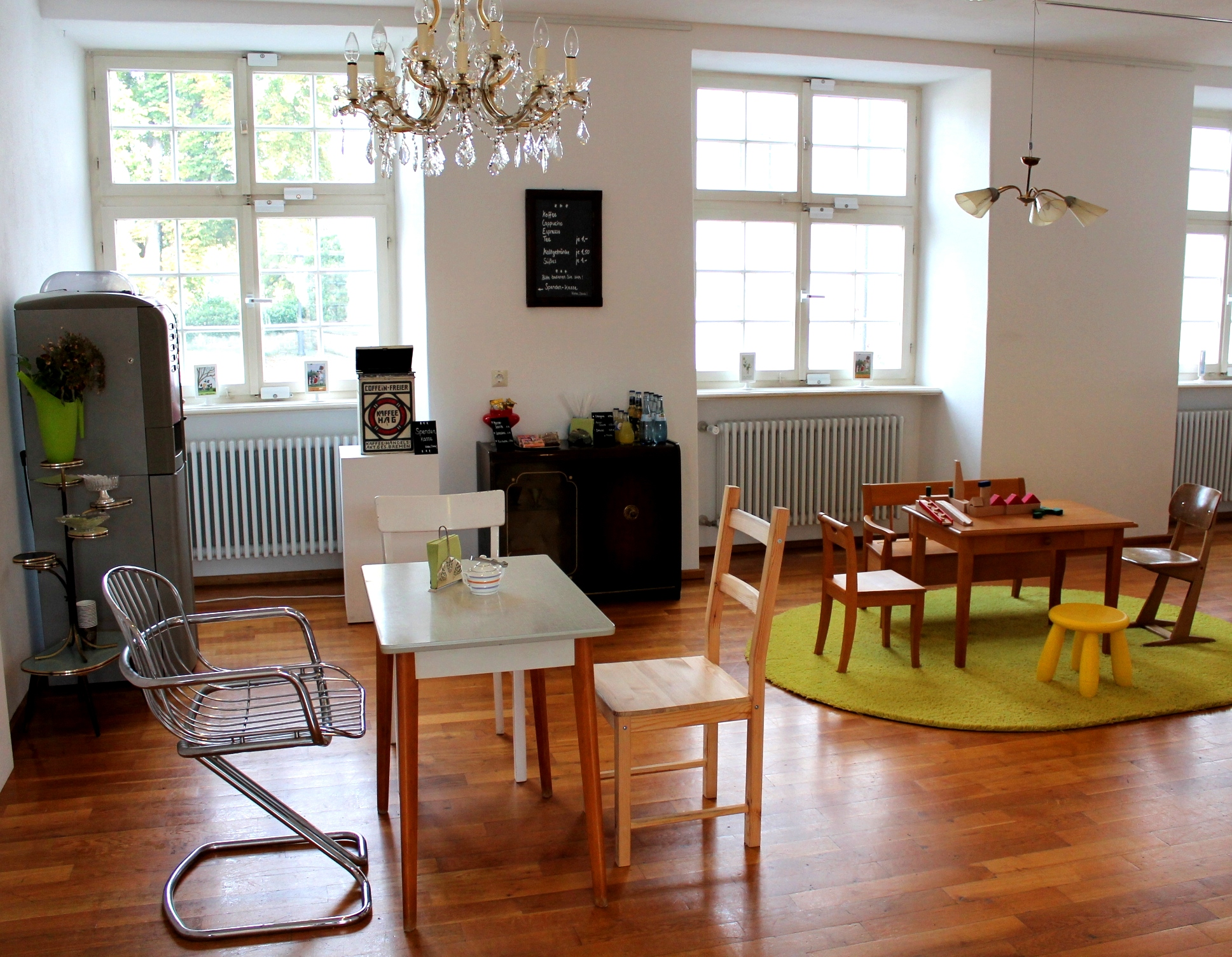
Café Alltag

Wie ein Teil der Ausstellung präsentiert sich das Museumscafé, das mit gebrauchten Möbeln eingerichtet ist.